# Mervyn Wood
Mervyn Thomas "Merv" Wood, född 30 april 1917 i Kensington, död 19 augusti 2006 i Sydney, var en australisk roddare.
Wood blev olympisk guldmedaljör i singelsculler vid sommarspelen 1948 i London.